# أكنضيض (إجوكاك)
أكنضيض هي إحدى مشيخات المملكة المغربية، تتبع جغرافيا لإقليم الحوز وإداريًا لإجوكاك. يقدر عدد سكانها بـ 4078 نسمة حسب الإحصاء الرسمي للسكان والسكنى لسنة 2004.